# Josse
Josse (okzitanisch: Jòssa) ist eine französische Gemeinde mit 1003 Einwohnern (Stand: 1. Januar 2022) im Département Landes in der Region Nouvelle-Aquitaine. Josse gehört zum Arrondissement Dax und zum Kanton Pays Tyrossais.

## Geographie
Josse liegt etwa 15 Kilometer südwestlich von Dax am Adour, der die östliche Gemeindegrenze bildet. Umgeben wird Josse von den Nachbargemeinden Saint-Geours-de-Maremne im Norden, Orist im Osten, Pey im Süden und Südosten, Saint-Jean-de-Marsacq im Süden und Südwesten sowie Saint-Vincent-de-Tyrosse im Westen.

## Bevölkerungsentwicklung
| Jahr      | 1962 | 1968 | 1975 | 1982 | 1990 | 1999 | 2006 | 2018 |
| Einwohner | 342  | 347  | 356  | 454  | 581  | 730  | 689  | 847  |

## Sehenswürdigkeiten
- Kirche Sainte-Foy-d'Agen aus dem 13. Jahrhundert

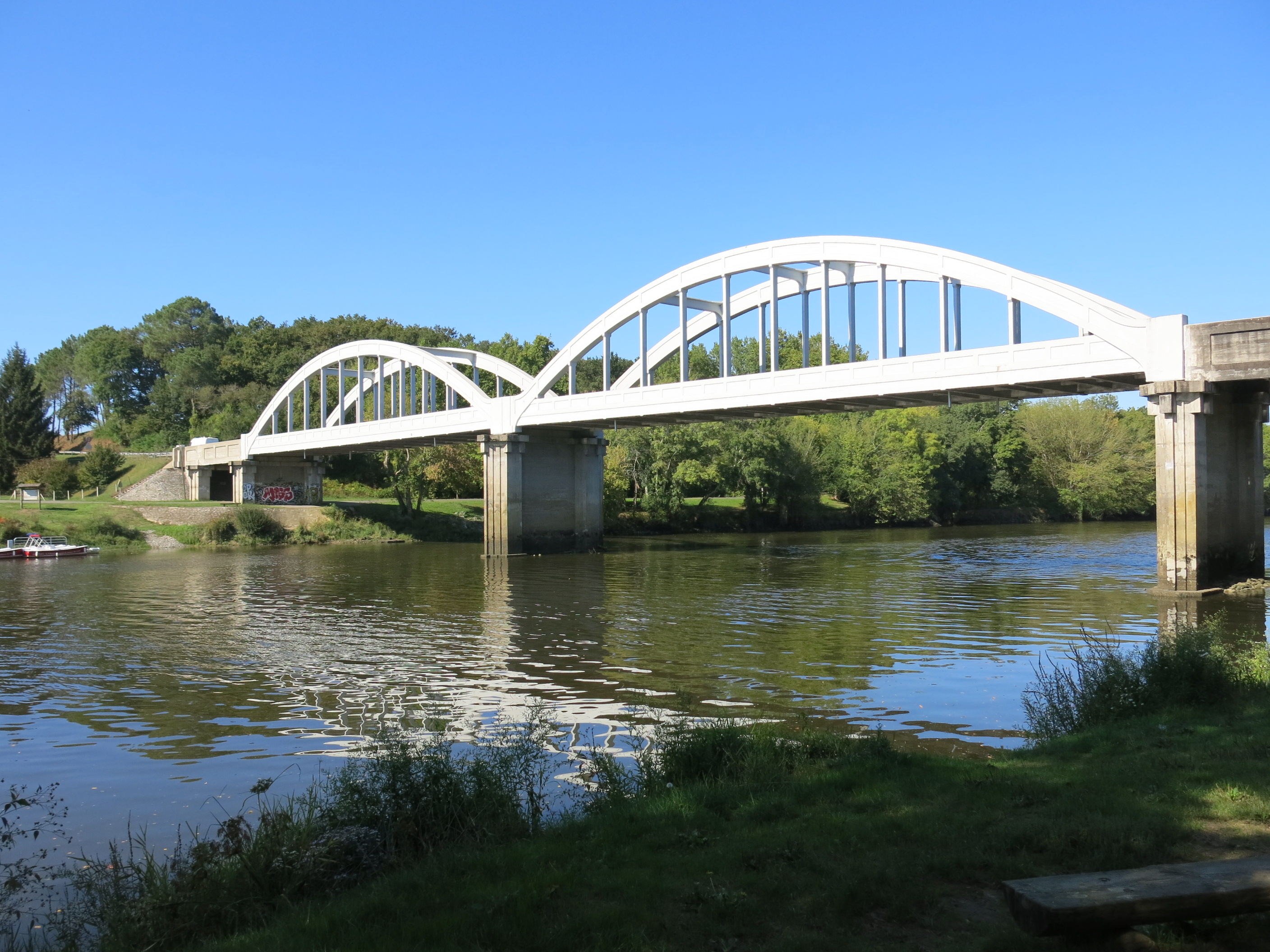
Brücke La Marquèze

- Brücke La Marquèze von 1935